# Hippias Maior (Platon)
Hippias Maior (în greacă veche Ἱππίας μείζων) este un dialog scris de Platon.